# Административный суд
Административный суд — государственный орган, осуществляющий правосудие в форме рассмотрения и разрешения административных дел в установленном законом конкретного государства процессуальном порядке.

## Полномочия
В настоящий момент в Российской Федерации данные суды отсутствуют, но административнок судопроизводство продолжается.
Административные суды рассматривают споры, в которых хотя бы одной из сторон является орган исполнительной власти, орган местного самоуправления, их должностное лицо или служебное лицо, или другой субъект, наделенный властными полномочиями, управленческими функциями на основаниях, предусмотренных законодательством. В административный суд имеет право обратиться с административным иском лицо, которое считает, что нарушены его права, свободы или интересы в сфере публично-правовых отношений.
В качестве таковых подразумеваются:
- Споры физических или юридических лиц с субъектом властных полномочий относительно обжалования его решений (нормативно-правовых актов или правовых актов индивидуального действия), действий или бездеятельности;
- Споры о принятии граждан на публичную службу, её прохождения, освобождения из публичной службы;
- Споры между субъектами властных полномочий о реализации их компетенции в сфере управления, в том числе делегированных полномочий, а также споры о заключении и выполнении административных договоров;
- споры по обращению субъекта властных полномочий в случаях, установленных законом;
- споры о правоотношениях, связанных с избирательным процессом или процессом референдума.

## Компетенция
Компетенция административных судов не распространяется:
- на публично-правовые дела Конституционного Суда;
- на дела, которые разрешаются в порядке криминального судопроизводства;
- дела о наложении административных взысканий;
- споры по отношениям, отнесённым к внутренней деятельности или исключительной компетенции.